# Twatasha (Kitwe)
Twatasha è un ward dello Zambia, parte della Provincia di Copperbelt e del Distretto di Kitwe.